# Giuseppe Campori
Giuseppe Campori, född den 17 januari 1821 i Modena, död där den 19 juli 1887, var en italiensk konsthistoriker.
Campori ägnade sig med stort intresse åt studiet av sitt hemlands politiska historia och konsthistoria. Bland hans mest betydande arbeten kan nämnas Gli artisti italiani e stranieri negli stati Estensi (1855), Lettere artistiche inedite (1866), Una vittima della storia (samma år; det första försöket att upprätta Lucrezia Borgias minne), Memorie biografiche degli scultori, architetti, pittori nativi di Carrara et cetera (1873), Carteggio galileiano inedito (1881) och Torquato Tasso e gli Estensi (1883).